# Gustavo Bernstein
Gustavo Bernstein (Buenos Aires, 5 de octubre de 1966) es un arquitecto, escritor y cineasta argentino. Graduado por la Facultad de Arquitectura, Diseño y Urbanismo de la Universidad de Buenos Aires (1991), ha incursionado paralelamente en la literatura abordando diversos géneros: Maradona, iconografía de la patria (ensayo, Biblos, 1997), Diez relatos cinematográficos (guiones literarios, Biblos, 1998) Sarrasani, entre la fábula y la epopeya (crónica, Biblos, 2000), La patria peregrina (relatos de viaje, Emecé, 2001), Ejercicios de fe (Poemas, Alción, 2003), Mutatis Mutandis (poemas, Ítaca, 2015), El rostro de Cristo en el cine. Una lectura cinematográfica del Evangelio (ensayo, Ítaca, 2019), De Ronde. Retrato de un apátrida (novela, Ítaca, 2019) y Prosas Intempestivas (y otras bagatelas arrumbadas en un cajón)  que reúne su labor periodística. 
Asimismo ha compilado, editado y prologado los Escritos Póstumos vol. 1 y vol. 2 de Jorge Luis Acha (Itaca, 2012 y 2014) y el volumen Jorge Acha: una eztetyka sudaka (Ítaca, 2017).
En el ámbito de la cinematografía se ha desempeñado como director y guionista en Sudacas (1997) y en Thálassa, un autorretrato de Jorge Acha (2017). https://vimeo.com/201430917
Como periodista, ha colaborado con los diarios La Nación, Clarín, Página/12, Ámbito Financiero, La Gaceta de Tucumán y la agencia Télam.
Desde 2013 dicta los cursos Literatura y Cine: cruce de poéticas e Hitos de la historia del cine en el Centro Cultural Ricardo Rojas y ejerce como perito de espacios escénicos en el Instituto Nacional de Teatro.
En 2018 su libro de poemas Ejercicios de fe fue traducido al italiano (Equilibrando, 2018) por Antonio Giarola bajo el título Esercizi di fede y en 2023 Aaron Nujum tradujo al inglés su crónica novelada del Circo Sarrasani bajo el título Sarrasani, Between the Fable and the Epic.

## Acerca de su obra
El poeta y periodista Jorge Boccanera escribió sobre el libro Ejercicios de fe:

"Un primer libro puede ser también un ejercicio reflexivo de inusitada madurez. Es el caso de "Ejercicios de fe", de Gustavo Bernstein, que acaba de editar el sello Alción, con un manejo de registros diferentes que van de la concentración del epigrama a la oralidad más expansiva.
En la cuerda del simulacro literario -escritos a la manera de variaciones- Bernstein practica el traspaso de voz para que por su pluma se exprese una galería de personajes: Ciorán, shakespeare, Rimbaud, Yupanqui, entre muchos.” 

Por su parte. el poeta Daniel Freidemberg manifestó en la contratapa del poemario:

"Breves, en general, escuetos -como muy conscientes de la necesidad de contrapesar con intensos bloques de silencio la precariedad de las palabras-, y también delicados, y a su manera arrojados (¿cómo puede subsistir hoy una escritura tan desprovista de cinismo?), y reflexivos y severamente trémulos, los poemas de Gustavo Bernstein parecen animados por ese juego entre lo ineludible y lo necesario, son como trazos de una trayectoria, indicios de una búsqueda en la que flotan como partículas en suspensión, sostenidos por la fatal irresolución que implica asumir a fondo esa búsqueda, y acaso también por una plegaria secreta: que la vida no sea en vano"

En la contratapa del libro Maradona, iconografía de la patria, el periodista Víctor Hugo Morales lo elogia así: 

”Celebro la aparición de este libro de Gustavo Bernstein, por su talento literario y por su novedosa aproximación al controvertido protagonista de sus páginas. Porque el autor no se sumerge aquí en la crónica prosaica de su vida –tan remanida por las revistas de actualidad-sino que se decide a ahondar en su condición de mito, de ser que encarna el imaginario social y cautiva la veneración incondicional de un pueblo. Recurre, para ello, a paralelismos y analogías con héroes y antihéroes griegos; es decir: bucea en las raíces culturales, en el germen de nuestra civilización. Parte de la idea de que tal como las figuras heroicas aludidas, Maradona también ha sido marcado por un destino trágico: los hados le han conferido un don maravilloso y único, pero que puede ser a la vez una suerte de condena (…) Sin demagogia pero sin resentimiento, el texto va desandando las pasiones encontradas que pugnan en el temperamento único de este fenómeno que ha dado la historia argentina. Lo narra en toda su desmesura. Y afortunadamente se abstiene de moralizar. Lo aborda, en definitiva, sin prejuicios: sin renunciar a lo cáustico, a lo corrosivo, a lo virulento de su talante, pero sin soslayar, no obstrante, la dimensión de sus hazañas, de esas proezas inigualables que lo han entronado en el alma popular –mal que les pese a algunos- como un símbolo de felicidad” 

No obstante, en su libro La era del fútbol, el ensayista Juan José Sebreli opinó de un modo más crítico y controversial:

”El populismo de cátedra, el antiintelectualismo intelectual, está representado en la década del 90 por profesores como Gustavo Bernstein –Maradona, iconografía de la patria- quien después de establecer una serie de paralelismos mitológicos con héroes de la antigüedad, Aquiles, Héctor, Ulises, Teseo, llega a la siguiente conclusión: “Maradona es el émulo de Cristo. Él también ha sido elegido por Dios (o por sus distintos sinónimos) para expiar en su carne nuestras miserias.” Es difícil saber –descartando que sea una humorada- si se trata de un delirio o una impostura intelectual.” 

Otras, como la periodista Inger Enkvist (La Ilustración Liberal, n°42) describen el libro así: “El psicoanalista argentino Bernstein (1997) estudia al futbolista en Maradona: iconografía de una nación. A su juicio, el pibe de oro es el gran referente de los argentinos y encarna la esencia de lo argentino.”
Y esa idea del Maradona mítico o arquetípico volvió a aparecer en un cable de la agencia Télam al publicarse la segunda edición del volumen: 

” En una versión ampliada y actualizada, se acaba de publicar "Maradona, iconografía de la patria", ensayo que aborda la figura del ídolo futbolístico como un arquetipo argentino que encarna los atributos nacionales de un modo exacerbado y extremo. Según su autor, Gustavo Bernstein, el libro "no pretende internarse en la chismografía de su vida, sino ahondar en su condición mítica, abordándolo como una figura trágica, a la manera de los griegos, signada por la fatalidad". describe el libro  "Maradona, iconografía de la patria", como un “ensayo que aborda la figura del ídolo futbolístico como un arquetipo argentino que encarna los atributos nacionales de un modo exacerbado y extremo. Según su autor, Gustavo Bernstein, el libro no pretende internarse en la chismografía de su vida, sino ahondar en su condición mítica, abordándolo como una figura trágica, a la manera de los griegos, signada por la fatalidad.

El filósofo Santiago Kovadloff en el prólogo de La patria peregrina  se refiere a la obra:

"Hay que decir, en este sentido, que La patria peregrina, libro del todo ajeno al despliegue de un argumento convencional tanto como a lo que convencionalmente se entiende por argumento, se conforma a la manera de un territorio de iluminaciones tan fugaces como incesantes, que dibujan el itinerario de esta travesía espiritual sin otro propósito fundamental que el de aproximarse, tanto como sea posible, a cuanto implica de familiar y extraño la palabra Yo.  (…) Sugestivamente dividido en cuadernos y no en capítulos –como si de ese modo Bernstein hubiera querido preservar, al menos simbólicamente, la anatomía original del manuscrito- La patria peregrina roza, por momentos, la atmósfera de la novela y, en otros, la tensión del cuento sin abandonar jamás el tono conjetural del ensayo. Todos los géneros, se diría, resultan convocados para integrar el coro polifónico de estas más de trescientas páginas; todos los géneros, múltiples ciudades, el misterioso polimorfismo de la conciencia, los tiempos idos, los actuales, el presentimiento de los venideros, intensísimo en el corazón de este relator joven. Y con no menos fuerza convoca Bernstein a la lucidez crítica para que lo resguarde y rescate del prejuicio, de la pobreza que a todo impone la indiferencia, del delito mayor de la jactancia. 
La patria peregrina es, en lo formal, tanto un libro de fragmentos como una pieza unitaria. Como obra integrada por fragmentos, puede ser abierta en cualquiera de sus páginas: casi siempre, al hacerlo, se estará en el centro de una revelación. Como pieza unitaria, ofrece a quien sepa entenderlo así, una parábola nítida cuyo cumplimiento espacial se efectúa entre una Buenos Aires que se deja y otra a la que se llega. Sí, se llega y no se vuelve porque el encuentro con el punto de partida es, en este caso, más que un retorno.”

Sobre su último libro de poemas, Mutatis Mutandis, el periodista y crítico literario Walter Vargas se expresó así:

“Gustavo Bernstein es un hombre de múltiples devociones y pericias: arquitecto, periodista, profesor de cine. Y también es narrador y poeta. Y en tanto poeta acaso encuentre ahí las más genuinas cumbres de su todo. De su yo, si así pudiera decirse. Es en las arenas del decir poético donde Bernstein (Buenos Aires, 1966) se reconcilia con desvelos que al tiempo del consabido desamparo saben propiciar una cierta fecundidad. La fecundidad de la palabra en acto. De la palabra puesta a rodar como ruedan las hojas en el otoño: sin más vocación que su manso desprendimiento, que su resignada deriva. (…) Pulsan en Bernstein y en Mutatis Mutandis las claves de una vigorosa melancolía. De la melancolía entendida como resto de una invocación a lo que fue, dejó de ser y aun sin ser no declina perseverar en las sombras y de la melancolía como vacío propiciador. ¿Propiciador de qué? Propiciador de exorcismos.”

Por su parte, el crítico cinematográfico Gabriel Orqueda opinó sobre los Escritos Póstumos de Jorge Acha, que Bernstein compilara y editara:

“Los escritos que el cineasta, pintor y escritor Jorge Luis Acha emprendió en los últimos años de su vida, y que Gustavo Bernstein se ha encargado de rescatar y compilar con lucidez y erudición en este libro no hacen otra cosa que reeditar la infinitud de una batalla milenaria, que incluye la lucha entre bien y el mal, entre el deseo y la represión, pero sobre todo la lucha del hombre con el hombre, del encuentro entre iguales, como única vía posible para forjarse una identidad.notable…”

## Filmografía
Sudacas (1997)
Thálassa, un autorretrato de Jorge Acha (2017)